# Hesperolinon
Hesperolinon es un género con 14 especies de plantas de flores perteneciente a la familia Linaceae. Es originario de Norteamérica. Fue descrita por (Asa Gray) John Kunkel Small y  publicado en North American Flora  25(1): 86 en el año 1907.  La especie tipo es Hesperolinon californicum (Benth.) Small.

## Descripción
Los tallos alcanzan entre cinco y cincuenta centímetros de longitud , con las hojas lineares, generalmente alternas. Las inflorescencias se producen en cimas y se caracterizan por ser abiertas y con pedicelos, son algo filiformes y ascendentes. La flor tiene cinco sépalos, cuyos márgenes pueden ser minuciosamente dentados. Cinco pétalos de entre uno y doce milímetros de dimensión. Estos son de color  amarillo, blanco o  rosa. Los frutos tienen una superficie exterior lisa.

## Especies
| - Hesperolinon adenophyllum Small - Hesperolinon bicarpellatum (Sharsm.) Sharsm - Hesperolinon breweri Small - Hesperolinon californicum Small - Hesperolinon clevelandii Small - Hesperolinon confertum Small - Hesperolinon congestum Small | - Hesperolinon didymocarpum Sharsm. - Hesperolinon disjunctum Sharsm. - Hesperolinon drymarioides Small - Hesperolinon micranthum Small - Hesperolinon sharsmithiae R.O'Donnell - Hesperolinon spergulinum Small - Hesperolinon tehamense Sharsm. |